# Nobody (canção de Toni Basil)
"Nobody" é uma canção de cantora e coreógrafa norte-americana Toni Basil para seu álbum de estreia Word of Mouth. Foi lançando como single apenas no Reino Unido em 1982. "Nobody" não conseguiu chegar ao top 50, chegando apenas a #52 posição.
O videoclipe da canção foi inspirada nos filmes A Streetcar Named Desire de 1951 e The Red Shoes de 1948.